# 箱式变电站
箱式变电站是一种预装式变电站，它是将高压系统、变压器、低压系统及其连接线、其他辅助设备安装在一个具备防护等级的外壳内，这个外壳可以是金属的，也可以是非金属的。箱式变电站必须是经过型式试验的，运行时，有相应的措施以保护接近它的公众不受伤害的设备。它的功能是将电能从高压系统输送至低压系统或从低压系统输送至高压系统。